# Lijst van voetbalinterlands Filipijnen - Nepal
Deze lijst van voetbalinterlands is een overzicht van alle officiële voetbalwedstrijden tussen de nationale teams van de Filipijnen en Nepal. De landen speelden tot op heden zeven keer tegen elkaar, te beginnen met een vriendschappelijke interland die werd gespeeld op 2 mei 1982 in Bangkok (Thailand). Het laatste duel, eveneens een vriendschappelijke wedstrijd, vond plaats in Manilla op 15 juni 2023.

## Wedstrijden
| № | Plaats    | Datum            | Competitie                 | Wedstrijd          | Uitslag |
| - | --------- | ---------------- | -------------------------- | ------------------ | ------- |
| 1 | Bangkok   | 2 mei 1982       | Vriendschappelijk          | Nepal − Filipijnen | 1 − 0   |
| 2 | Manilla   | 11 oktober 2011  | Vriendschappelijk          | Filipijnen − Nepal | 4 − 0   |
| 3 | Doha      | 11 april 2014    | Vriendschappelijk          | Filipijnen − Nepal | 3 − 0   |
| 4 | Doha      | 31 oktober 2014  | Vriendschappelijk          | Filipijnen − Nepal | 3 − 0   |
| 5 | Manilla   | 28 maart 2017    | Azië Cup 2019 kwalificatie | Filipijnen − Nepal | 4 − 1   |
| 6 | Kathmandu | 14 november 2017 | Azië Cup 2019 kwalificatie | Nepal − Filipijnen | 0 − 0   |
| 7 | Manilla   | 15 juni 2023     | Vriendschappelijk          | Filipijnen − Nepal | 1 − 0   |

## Samenvatting
| Competitie            | Totaal gespeeld | Winst Filipijnen | Gelijk | Winst Nepal | Doelsaldo Filipijnen – Nepal |
| --------------------- | --------------- | ---------------- | ------ | ----------- | ---------------------------- |
| Azië Cup-kwalificatie | 2               | 1                | 1      | 0           | 4 − 1                        |
| Vriendschappelijk     | 5               | 4                | 0      | 1           | 11 − 1                       |
| Totaal                | 7               | 5                | 1      | 1           | 15 − 2                       |

PFF · 
A-internationals · 
Filipijns vrouwenelftal
Afghanistan ·
Australië ·
Azerbeidzjan ·
Bahrein ·
Bangladesh ·
Bhutan ·
Brunei ·
Cambodja ·
China ·
Estland ·
Fiji ·
Guam ·
Hongkong ·
India ·
Indonesië ·
Irak ·
Iran ·
Israël ·
Japan ·
Jemen ·
Jordanië ·
Kirgizië ·
Koeweit ·
Laos ·
Libanon ·
Macau ·
Malediven ·
Maleisië ·
Mongolië ·
Myanmar ·
Nepal ·
Noord-Korea ·
Oezbekistan ·
Oman ·
Oost-Timor ·
Pakistan ·
Palestina ·
Papoea-Nieuw-Guinea ·
Qatar ·
Singapore ·
Sri Lanka ·
Syrië ·
Tadzjikistan ·
Taiwan ·
Thailand ·
Turkmenistan ·
Verenigde Arabische Emiraten ·
Vietnam ·
Zuid-Korea ·
Zuid-Vietnam
ANFA · A-internationals · Nepalees vrouwenelftal
1972 – 1989 ·
1990 – 1999 ·
2000 – 2009 ·
2010 – 2019 ·
2020 – 2029
Afghanistan ·
Algerije ·
Australië ·
Bahrein ·
Bangladesh ·
Bhutan ·
Brunei ·
Cambodja ·
China ·
Filipijnen ·
Hongkong ·
India ·
Indonesië ·
Irak ·
Iran ·
Japan ·
Jemen ·
Jordanië ·
Kazachstan ·
Kirgizië ·
Koeweit ·
Laos ·
Macau ·
Malediven ·
Maleisië ·
Mauritius ·
Myanmar ·
Noord-Korea ·
Oman ·
Oost-Timor ·
Pakistan ·
Palestina ·
Saoedi-Arabië · 
Singapore ·
Sri Lanka ·
Syrië ·
Tadzjikistan · 
Taiwan ·
Thailand · 
Turkmenistan ·
Verenigde Arabische Emiraten ·
Vietnam ·
Zuid-Korea